# Burkhard Heim
Burkhard Heim (Potsdam, 9 de fevereiro de 1925 - Northeim, 14 de janeiro de 2001) foi um físico alemão. Ele dedicou grande parte de sua vida à busca de sua teoria do campo unificado, a teoria de Heim. Uma de suas ambições de infância era desenvolver um método de viagem espacial, o que contribuiu para sua motivação para encontrar tal teoria. 
Durante a Segunda Guerra Mundial, Heim foi recrutado para a força aérea. No entanto, um ensaio anterior sobre explosivos o levou a trabalhar brevemente em um laboratório químico como técnico de explosivos. Uma explosão no laboratório causada pelo manuseio incorreto de compostos instáveis o deixou com deficiências debilitantes. O acidente o deixou sem mãos e principalmente surdo e cego quando tinha 19 anos. Illobrand von Ludwiger afirma que esta é uma tentativa de assassinato terrorista, pela qual Heim salvou a vida dos assassinos "perdoando-o". Nem o nome nem a motivação do suposto assassino, nem os detalhes do "perdão" e como isso salvou sua vida são fornecidos.
Seu comportamento posteriormente tornou-se progressivamente excêntrico e recluso.  Eventualmente, ele se retirou para uma reclusão quase total, concentrando-se em desenvolver e refinar sua teoria de tudo.

### Biografias
- Posdzech, Olaf. «Burkhard Heim, a biography»
- Posdzech, Olaf. «Über Burkhard Heim» (em alemão) The above in original German.

### Artigos de revistas
- New Scientist article
- Cisco, T. A. (18 de fevereiro de 2006). «Testing Heim's theories». New Scientist. 189 (2539). p. 27 One of the subsequent letters to the New Scientist Editor
- «Welcome to Mars express: only a three hour trip». The Scotsman. 5 de janeiro de 2006. Consultado em 7 de julho de 2015

### Artigos
- fathercrow (13 de janeiro de 2006). «Sci-Fi: The Flame of Infinite Possibility». WORDS OF FIRE, INK OF BLOOD. Consultado em 7 de julho de 2015

### Instituições que pesquisam áreas nas quais Heim tinha interesse
- «Forschungskreis Heimsche Theorie» (em inglês). Consultado em 7 de julho de 2015. Cópia arquivada em 20 de julho de 2015